# Paolo Francesco Antamori
Paolo Francesco Antamori (Roma, 14 novembre 1712 – Orvieto, 4 dicembre 1795) è stato un cardinale e vescovo cattolico italiano.

## Biografia
Nacque a Roma il 14 novembre 1712, dall'avvocato concistoriale Tommaso Antamori, rettore de La Sapienza dal 1741 al 1747, e di Elena Belloni.
Papa Pio VI lo elevò al rango di cardinale nel concistoro dell'11 dicembre 1780.
Morì il 4 dicembre 1795 all'età di 83 anni.

## Genealogia episcopale e successione apostolica
La genealogia episcopale è:
- Cardinale Scipione Rebiba
- Cardinale Giulio Antonio Santori
- Cardinale Girolamo Bernerio, O.P.
- Arcivescovo Galeazzo Sanvitale
- Cardinale Ludovico Ludovisi
- Cardinale Luigi Caetani
- Cardinale Ulderico Carpegna
- Cardinale Paluzzo Paluzzi Altieri degli Albertoni
- Papa Benedetto XIII
- Papa Benedetto XIV
- Papa Clemente XIII
- Cardinale Enrico Benedetto Stuart
- Cardinale Paolo Francesco Antamori

La successione apostolica è:
- Cardinale Camillo de Simeoni (1783)
- Vescovo Martino Cordella (1789)